# Sumpflegende
Sumpflegende ist der Titel eines 1919 entstandenen kleinen Ölbilds von Paul Klee. Es befindet sich seit 1982 im Besitz der Städtischen Galerie im Lenbachhaus in München, doch war das Eigentumsverhältnis aufgrund der Provenienz umstritten. Das Gemälde gehörte zu den von den Nationalsozialisten als „entartete Kunst“ verfemten Werken und wurde 1937 im Provinzialmuseum Hannover beschlagnahmt. Es stand allerdings nicht im Eigentum des Museums, sondern war eine Leihgabe der Kunsthistorikerin Sophie Lissitzky-Küppers. Im Juli 2017 wurde bekannt, dass sich die Erben mit der Stadt München in einem Vergleich geeinigt haben.

## Beschreibung
Das Gemälde wird in die Reihe der zwischen 1917 und 1919 durch den Künstler in großer Zahl geschaffenen kosmischen Landschaften eingeordnet, in denen sich eine symbolische Naturauffassung ausdrückt. In abstrakten Farbräumen, beherrscht durch schwefeliges Gelb und kontrastiert mit Violett, ordnen sich die Gegenstände auf naive Weise. In der traumhaften Szenerie wird die menschliche Figur selber zu einem Stück Natur:

„Früher (schon als Kind) war mir die Landschaft ganz eindeutig. Eine Scenerie für Stimmungen der Seele. Jetzt beginnen gefährliche Momente, wo mich die Natur verschlucken will, ich bin dann gar nichts mehr, aber ich habe den Frieden.“

## Provenienz
Das Gemälde wurde bereits kurz nach seiner Fertigstellung von Paul Küppers, dem Direktor des Hannoverschen Künstlervereins, und seiner Frau Sophie, später Lissitzky-Küppers, direkt aus dem Atelier des Künstlers im Schloss Suresnes, München, gekauft. 1926 gab Sophie Lissitzky-Küppers das Bild, neben 15 weiteren Werken der Moderne, als Leihgabe an das Provinzialmuseum Hannover. Am 5. Juli 1937 wurde es dort im Rahmen der Aktion „Entartete Kunst“ durch die nationalsozialistische Kunstkommission beschlagnahmt. Ab dem 19. Juli 1937 präsentierte man es in der gleichnamigen Schmäh-Ausstellung an der sogenannten „Dada-Wand“.

1941 kaufte der Kunsthändler Hildebrand Gurlitt das Bild vom Deutschen Reich für 500 Schweizer Franken. 1962 wurde es über das Auktionshaus Lempertz in Köln, trotz eines Hinweises auf die Herkunft und die Vermutung, dass es nach wie vor im Eigentum von Sophie Lissitzky-Küppers stehe, versteigert und von dem Schweizer Sammler Ernst Beyeler erworben. Dieser verkaufte es weiter an die Galerie Rosengart in Luzern, wo es sich von 1973 bis 1982 befand. Dann wurde es für 700.000 DM von der Gabriele Münter- und Johannes Eichner Stiftung sowie der Stadt München erworben, die es leihweise der Städtischen Galerie im Lenbachhaus übergaben.
Jen Lissitzky, der Sohn von Sophie Lissitzky-Küppers, reichte 1992 Klage auf Herausgabe des Bildes beim Landgericht München ein. Diese Klage wurde mit dem Hinweis der Verjährung abgewiesen. Die Prinzipien einer Aufhebung der Verjährung nach der Washingtoner Erklärung, zu der sich die öffentlichen Museen in Deutschland verpflichtet haben, greifen in diesem Fall nicht, da es sich bei dem Lenbachhaus um eine private Stiftung handelt. Ende März 2012 reichten die Erben erneut eine Klage auf Herausgabe des Bildes gegen die Stadt München ein mit der Begründung, dass es neue Dokumente als Beweismittel gäbe.
Im Juli 2017 wurde bekannt, dass sich die Erben mit der Stadt München in einem Vergleich geeinigt haben. Demnach soll den Erben eine Entschädigung gezahlt werden und das Gemälde im Lenbachhaus verbleiben. Der Preis wurde nicht genannt.